# Réglementation de la Formule 1 1997
Cette page présente les points les plus importants des réglements sportifs et techniques de la saison 1997 de Formule 1.

## Règlement sportif (nouveautés en caractères gras)
- L'attribution des points s'effectue selon le barème 10 (1er), 6 (2e), 4 (3e), 3 (4e), 2 (5e), 1 (6e) et tous les résultats comptent.
- Chaque Grand Prix a une distance prévue de 305 km (plus la fin du dernier tour), mais ne doit pas excéder 2 heures en temps (exception : GP de Monaco prévu pour 260 km environ). La distance est réduite d'un tour si la procédure de départ est interrompue par un pilote en difficulté (cas du GP d'Espagne et du GP de Grande-Bretagne).
- La vitesse dans les stands est limité à 80 km/h lors des essais et 120 km/h en course (sauf au GP de Monaco, 80 km/h).
- Plus de séance de préqualifications.
- Essais libres limités à 30 tours dans la journée : vendredi de 11 h à 12 h et de 13 h à 14 h.
- Essais libres limités à 30 tours au total des deux séances de la matinée : samedi de 9 h à 9 h 45 et de 10 h 15 à 11 h.
- Essais qualificatifs limités à 12 tours : samedi de 13 h à 14 h.
- Tout pilote dont le temps de qualification dépasse de 7 % le temps de la pole position ne sera pas autorisé à prendre le départ (sauf sur décision des commissaires sportifs prise en raison de conditions exceptionnelles ayant empêché le concurrent de défendre ses chances).
- En cas de problème sur sa monoplace de course, un pilote a le droit d'utiliser un « mulet » lors des essais qualificatifs, mais pas lors des essais libres.
- Une séance d'essai de roulage en configuration de course (warm-up) est organisée le dimanche matin, de 10 h à 10 h 30.
- Un second warm-up d'un quart d'heure peut être organisé si les conditions météorologiques prévues pour la course changent drastiquement par rapport aux conditions rencontrées lors du premier warm-up.
- Le feu vert de départ peut être allumé à tout moment et non plus dans un délai de 4 à 7 secondes après l'apparition du feu rouge.
- Deux qualités de gommes « sec » et trois qualités de « pluie » sont disponibles à chaque GP.
- Quota de pneus alloué par week-end : 36 pneus « sec », 28 « pluie ».
- Chaque pilote doit choisir avant le début des qualifications 28 pneus d'une seule qualité. 16 pneus dans le lot seront tirés au sort et utilisés seulement en qualification.
- En cas de problème sur sa monoplace de course, un pilote a le droit d'utiliser un « mulet » lors des essais qualificatifs.

## Règlement technique (nouveautés en caractères gras)

### Moteur et transmission
- Moteur atmosphérique V12 maximum de 3 000 cm³ de cylindrée.
- Boîte de vitesses au nombre de rapports libre mais avec marche arrière obligatoire.
- Interdiction des systèmes de suspensions actives.
- Interdiction des systèmes d'antipatinage.
- Interdiction des systèmes d'antiblocage des roues.
- Interdiction des systèmes d'assistance à la direction.
- Interdiction des boîtes de vitesses automatiques à passage programmé.
- Interdiction des systèmes d'accélérateur électronique (fly-by-wire).
- Enregistreur de données (« boîte noire ») obligatoire sur toutes les monoplaces.

### Structure de la monoplace
- Porte-à-faux de l'aileron arrière fixé à 90 cm maximum par rapport à l'axe des roues arrière.
- Largeur hors-tout de la monoplace limitée à 200 mm.
- Largeur des pneumatiques : 15 pouces, soit une dimension des pneus arrière fixée à 381 mm de large.
- Prise d'air du capot moteur échancrée.
- Hauteur du capot moteur limitée à 95 cm à partir du fond plat.
- Aileron arrière de hauteur maximale de 80 cm par rapport à la coque.
- Autorisation des ailerons-sabots situé en avant de l'axe des roues arrière.
- Interdiction de l'aileron inférieur situé vers la base du mât central, sous l'aileron principal arrière.
- Aileron avant ne devant plus dépasser 25 cm de hauteur par rapport au fond de la coque.
- Patin en bois (jabroc) obligatoire de 10 mm fixé sous le fond plat.
- Longueur de la coque située en avant de l'axe des roues avant fixée à 30 cm.
- Poids de la monoplace : 595 kg, pilote compris.
- Suspensions renforcées.

- Structure d'absorption des chocs arrière obligatoire, fixée à la boîte de vitesses et d'une capacité d'absorption égale à celle de la structure placée dans le museau de la monoplace.
- Arceau de sécurité avec points d'ancrage dans la coque pour faire corps avec elle.
- Crash-test frontal et latéral obligatoire.
- Largeur minimale du cockpit portée à 520 mm.
- Parois latérales de protection des bords du cockpit en mousse antichoc de 75 mm d'épaisseur.
- Parois de protection sur le plat-bord du cockpit montant de chaque côté du casque.
- Appuie-tête de 75 mm d'épaisseur et de 400 cm² de surface.
- Nouvelles structures de protections déformables intégrées à la coque autour du cockpit.
- Cockpit permettant au pilote, assis, ceinturé mais volant ôté, de pouvoir lever ensemble les deux jambes pour que ses genoux dépassent le plan du volant.
- Système de survie composé d'une bouteille d'air médical et d'une durite résistante au feu la raccordant au casque du pilote obligatoire.
- Rétroviseur de largeur minimale fixée à 10 cm et de hauteur minimale fixée à 5 cm. Les commissaires techniques doivent s'assurer que le pilote, en position de conduite est bien capable de discerner les voitures qui le suivent dans chacun des deux rétroviseurs.
- Extincteurs de 5 kg pour l'habitacle et 2,5 kg pour le moteur. Les fixations doivent résister à une décélération de 25 G.
- Feu arrière de surface minimale portée à 20 cm², d'une puissance de 21 W et fixé à 40 cm du sol.
- Ceinture de sécurité à six points obligatoire.

### Carburant et fluides
- Réservoir de carburant de capacité libre et ravitaillements en courses autorisés.
- Réservoir de carburant en caoutchouc recouvert d'une enveloppe anti-perforation utilisable au maximum pendant 5 ans.
- Canalisations de carburant dotées de systèmes d'auto-obturation.
- Réservoir de carburant obligatoirement situé entre l'habitacle (dos du pilote) et le moteur.
- Protection obligatoire de tous les réservoirs d'huile placés à l'extérieur de la structure principale de la monoplace.

### Freins
- Double circuit de freinage, les prises d'air de refroidissement des freins avant ne doivent pas excéder 14 cm de hauteur par rapport à l'axe horizontal de la roue.